# الديمقراطية الجديدة (اليونان)
حزب الديمقراطية الجديدة (باليونانية: Νέα Δημοκρατία، المعنى الحرفي «الجمهورية الجديدة» المعروف أيضاً باختصاره ΝΔ)‏ أكبر أحزاب وسط اليمين في اليونان، وهو واحد من أكبر حزبين في اليونان بالإضافة إلى الحركة الاشتراكية اليونانية (باسوك). تأسس في سنة 1974 على يد كونستانتينوس كارامانليس، وشكل أول حكومة بعد سقوط نظام الكولونيلات. يرأسه منذ نوفمبر 2009 أنتونيس ساماراس. فاز الحزب بأغلبية 40.79 % في الانتخابات البرلمانية عام 2023، وبلغت نسبة المشاركة 60.93%.

## معرض صور

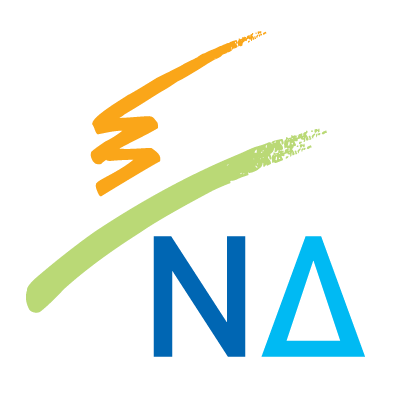